# Tibor Cservenyák
Tibor Cservenyák (ur. 8 sierpnia 1948 w Szolnoku) – węgierski piłkarz wodny. Dwukrotny medalista olimpijski.
W 1972 w Monachium zajął drugie miejsce. Cztery lata później w Montrealu wspólnie z kolegami został mistrzem olimpijskim. Był mistrzem Europy w 1974. W kadrze narodowej znajdował się przez kilkanaście lat. Występował w klubie Újpesti Dózsa.